# Kínai férfi vízilabda-válogatott
A kínai férfi vízilabda-válogatott Kína nemzeti csapata, amelyet a Kínai Úszószövetség irányít.

## Eredmények

### Olimpiai játékok
- 1952 — Nem vett részt
- 1956 — Nem vett részt
- 1960 — Nem vett részt
- 1964 — Nem vett részt
- 1968 — Nem vett részt
- 1972 — Nem vett részt
- 1976 — Nem vett részt
- 1980 — Nem jutott be
- 1984 — 9. hely
- 1988 — 11. hely
- 1992 — Nem jutott be
- 1996 — Nem jutott be
- 2000 — Nem jutott be
- 2004 — Nem jutott be
- 2008 — 11. hely
- 2012 — Nem jutott be
- 2016 — Nem jutott be
- 2020 – Nem jutott be
- 2024 – Nem jutott be

### Világbajnokság
- 1973 – Nem jutott be
- 1975 – Nem jutott be
- 1978 – Nem jutott be
- 1982 – 10. hely
- 1986 – Nem jutott be
- 1991 – 14. hely
- 1994 – Nem jutott be
- 1998 – Nem jutott be
- 2001 – Nem jutott be
- 2003 – 16. hely
- 2005 – 16. hely
- 2007 – 13. hely
- 2009 – 12. hely
- 2011 – 15. hely
- 2013 – 14. hely
- 2015 – 15. hely
- 2023 – 15. hely
- 2024 – 12. hely
- 2025 – 14. hely

### Világliga
| Év   | Helyezés       | Év   | Helyezés       | Év   | Helyezés |
| ---- | -------------- | ---- | -------------- | ---- | -------- |
| 2002 | Nem vett részt | 2007 | 8. hely        | 2012 | 6. hely  |
| 2003 | Nem vett részt | 2008 | 9. hely        | 2013 | 6. hely  |
| 2004 | Nem vett részt | 2009 | Nem vett részt | 2014 | 8. hely  |
| 2005 | Selejtezőkör   | 2010 | 7. hely        |      |          |
| 2006 | Selejtezőkör   | 2011 | 9. hely        |      |          |

### Világkupa
- 2010: 7. hely